# Mohd Sayuti Mohd Zahit
Mohd Sayuti Mohd Zahit (* 6. April 1984) ist ein malaysischer Radrennfahrer.
Mohd Sayuti Mohd Zahit gewann 2006 bei der Asienmeisterschaft auf der Bahn die Silbermedaille im Scratch. Bei den Commonwealth Games in Melbourne belegte er in der Mannschaftsverfolgung den vierten Platz. 
Auf der Straße gewann Mohd Zahit 2007 eine Etappe bei der Tour of Negri Sembilan. 2008 und 2009 fuhr er dann für das malaysische Letua Cycling Team.

## Erfolge
2006
- Asienmeisterschaft – Scratch

## Teams
- 2008 Letua Cycling Team
- 2009 Letua Cycling Team (bis 30.06.)